# Claude Hope Chappell
Claude Hope Chappell (Sweetwater, Texas; 10 de mayo de 1907 – Dulce Nombre, Cartago; 14 de julio de 2000) fue un horticultor, empresario y filántropo costarricense - estadunidense radicado en Costa Rica desde el año 1953 y hasta su muerte. Por su labor en la investigación y fitomejoramiento de cultivos, es conocido como “El Rey de las Semillas”.

## Biografía
Nació el 10 de mayo de 1907 en Sweetwater, Texas, en el seno de una familia de doce hijos, siendo el noveno. Su padre, Wyatt Rosbrough Hope (1869-1958) y su madre Mary Jane Chappell (1872-1934), se dedicaban a la agricultura en una granja lechera en Texas.
Claude Hope se graduó con honores su educación secundaria en Sweetwater High School, para luego ingresar a la carrera de bachillerato en Ciencias con especialización horticultura en el Colegio Tecnológico de Texas, hoy Texas Tech University, en el año 1929. Durante su periodo de estudios, inició su interés en genética vegetal el cual se convertiría en uno de sus campos de estudio más prolíferos durante toda su carrera profesional.
Hope fue contratado por el Departamento de Agricultura de Arizona como horticultor a cargo de una estación de campo, para luego regresar a la universidad para obtener un título de maestría en horticultura por la Universidad Estatal de Míchigan, en el año 1939.  Luego de la conclusión de sus estudios de maestría ostentó el cargo de jefe en la División de Exploración e Introducción de plantas en Glendale, Maryland.  
En el año 1941 fue reclutado por el ejército de los Estados Unidos, en donde primordialmente realizaba laborales administrativas. En fechas posteriores fue asignado a un proyecto de desarrollo de suministros de chinchona ledgeriana, la planta base de quinina, el cual constituye el ingrediente base para el tratamiento de la malaria (paludismo). Durante esta asignación fue traslado a Las Filipinas para el cultivo de esta planta, hasta la ocupación de las Filipinas por el ejército japonés en 1942, durante la Segunda Guerra Mundial.
Debido a esta situación, el ejército estadounidense instruyó la búsqueda de un nuevo lugar para el cultivo de chinchona ledgeriana, en condiciones climáticas similares a las Filipinas. Por esta razón y ante el monopolio del suministro mundial de esta planta por parte de los aliados, se decidió la evacuación de 4 millones de semillas de Filipinas justo antes de que ese país cayera ante el ejército japonés.
Por esa razón, Mr. Hope fue enviado a Costa Rica en 1943 para la producción de esta planta en La Cinchona, localizado en Sarapiquí de Heredia. Debido al cultivo de la planta cinchona ledgeriadana, dicho nombre bautizó a esta localidad. A pesar de los experimentos realizados en esta zona, los resultados no fueron exitosos para los intereses del ejército estadounidense. No obstante, Mr. Hope vislumbra la posibilidad de dedicarse, luego de su retiro de las fuerzas armadas, a la producción de otras plantas, aprovechando las facilidades de clima y tipo de suelo que ofrecía Costa Rica.
Al concluir su servicio en Costa Rica en 1945, regresó a Estados Unidos y fue condecorado como capitán del ejército estadounidense. Debido a esta distinción, fue conocido ampliamente en Costa Rica como el “El Capitán” hasta la actualidad.
En 1946, funda en Paonia, Colorado, en conjunto a Bob Holley y Charlie Weddlela empresa PanAmerican Seed, dedicada a la producción de petunias dobles, begonias y dragones. Durante los primeros años de la década de 1950 comenzó la construcción de la primera planta de producción localizada en Cartago, Costa Rica.
En el año de 1953 funda en Dulce Nombre de Cartago la empresa "Linda Vista S.A"la cual sería su legado empresarial más importante a lo largo de su vida. Luego de un periodo de acelerado crecimiento, la empresa logró emplear a más de 2000 empleados en el año 1992 y realizar exportaciones a diversos países por más de tres millones de dólares. La expansión de la empresa "Linda Vista S.A" conllevó a la apertura de una segunda finca en Barrancas, en el cantón del Guarco, Cartago.
Por su amplio trabajo en el campo de la horicultura y el fitomejoramiento, a Claude Hope se le conoce como el "padre" de impatients walleriana, al popularizar su producción y establecerla como la plata de jardín más popular en América del Norte. Uno de sus éxitos más reconocidos como fitomejorador fue la instroducción al mercado de la petunia roja "Comanche", así como la introducción en el año 1977 de la primera petunia de color amarillo.

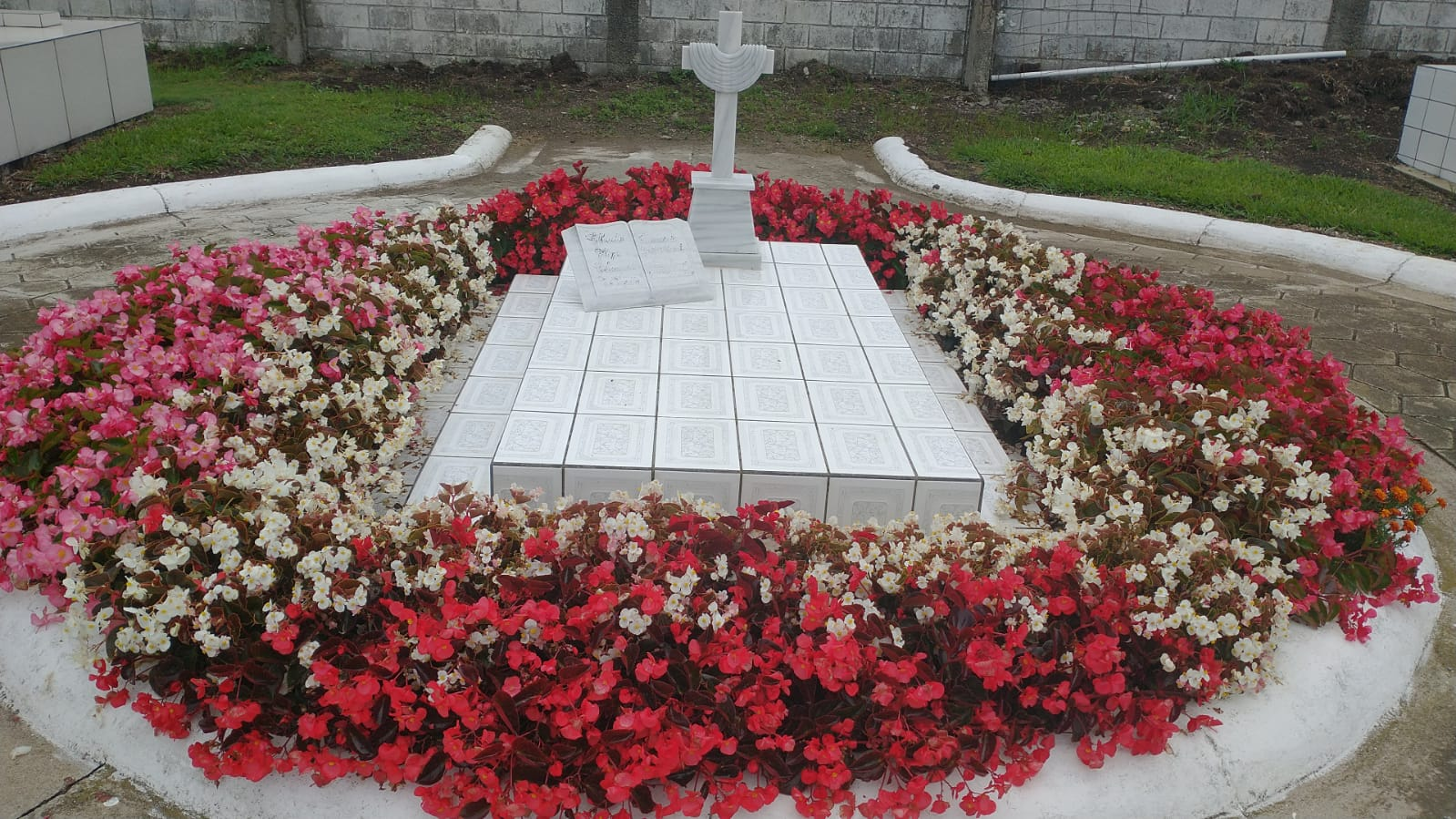
Tumba del Cap. Claude Hope Chappell en el cementerio de Dulce Nombre de Cartago, Costa Rica.

Tras un legado de éxitos como científico y empresario, falleció el 14 de julio del año 2000 a los 93 años de edad en su casa de habitación en Dulce Nombre de Cartago. Debido a que "El Capitán" nunca contrajo matrimonio y no mantuvo descendencia, su legado económico fue utilizado, por propia iniciativa de Hope, para la gestión de distintas obras sociales en la provincia de Cartago, Costa Rica.

## Legado y obras sociales
La obra social de Claude Hope ha sido reconocida a lo largo de la provincia de Cartago, Costa Rica. El autor Ricardo Martínez Arias describe al señor Hope como un filántropo con una trayectoria"(...) tan grande e importante como su labor científica". Asimismo, el exvicepresidente de la República de Costa Rica, Rodrigo Oreamuno Blanco, calificó su labor como la de "(...) un filátropo en el verdadero sentido de la palabra".
Su labor filantrópica más importante se destaca la creación de un fidecomiso para la distribucción de las utilidades generadas tras la venta de Linda Vista S.A a Ball Horicultural Company .A partir de esos recursos, se financió diversos fondos de apoyo la construcción de vivienda (alcanzando más de 1500 beneficiados), construcción y reparación de edificios públicos como gimnasios, escuelas y diversidad de facilidades comunuales en las localidades de Dulce Nombre, Aguacaliente, Guadalupe, El Tejar, entre otras.Asimismo, se le reconoce la creación de un fondo de retiro para ex-empleados y el otorgamiento de beneficios económicos para financiar estudios académicos y tratamientos de salud.

## Distinciones
- All American Selection - Medallion of Honor (1968)[16]
- Society of American Florists - Alex Laurie Award (1984)[17]
- American Horticultural Society - PAUL ECKE JR. Commercial Award (1985)[18]
- American Horticultural Society - LIBERTY HYDE BAILEY AWARD (1992)[18]
- Michigan State University - Doctorado Honorario[19](1997)
- American Horticultural Society - LUTHER BURBANK AWARD (2001) [18]